# عزيزي الدكتاتور
عزيزي الدكتاتور (بالإنجليزية: Dear_Dictator)‏ هو فيلم كوميدي هجائي أمريكي كتبه وأخرجه ليزا أداريو وجو سيراكوز. نجوم الفيلم مايكل كين، كاتي هولمز، أوديسيا راش، سيث جرين، وجيسون بيغز . وتدور أحداث الفيلم حول فتاة أمريكية عمرها ستة عشر عامًا، تصبح بمثابة صديقة لدكتاتور جزيرة (كوبا) سيئ السمعة (فيديل كاسترو) رغم ان اسمهما لم يرد صراحة في الفيلم لكن ثم التلميح إلى ذلك.

## روابط خارجية
- عزيزي الدكتاتور على موقع IMDb (الإنجليزية)
- عزيزي الدكتاتور على موقع ميتاكريتيك (الإنجليزية)
- عزيزي الدكتاتور على موقع روتن توميتوز (الإنجليزية)
- عزيزي الدكتاتور على موقع ألو سيني (الفرنسية)
- عزيزي الدكتاتور على موقع أول موفي (الإنجليزية)
- عزيزي الدكتاتور على موقع فيلمافينيتي (الإسبانية)
- عزيزي الدكتاتور على موقع قاعدة بيانات الفيلم (الإنجليزية)
- عزيزي الدكتاتور على موقع ليتربوكسد (الإنجليزية)
- عزيزي الدكتاتور على موقع كينوبويسك (الروسية)